# Томас и другари
Томас и другари је британска дечја ТВ серија. Први пут је приказана на телевизији ITV 1984. године. Серија је настала на основу серије књига које је написао свештеник Вилберт Одри.
У серији су описани доживљаји антропоморфизованих возова, друмских возила и машина на измишљеном острву Содор, где су основне вредности добри манири и марљивост..
Серија је емитована на више канала у Србији синхронизована на српском језику. Емитована је на РТВ Пинк титловано је на српски језик, Хепи ТВ, РТС 2, Пинк супер кидс, ТВ Ултра и Казбука. Синхронизацију је радио студио Хепи ТВ, Синкер Медија, Блу хаус, Призор, Сабјер и Права и Преводи Тренутно се емитује на Минимаксу са синхронизацијом студија Студио.

## Епизоде
| Сезона | Сезона | Епизоде | Епизоде | Оригинално емитовање | Оригинално емитовање |
| Сезона | Сезона | Епизоде | Епизоде | Премијера            | Финале               |
| ------ | ------ | ------- | ------- | -------------------- | -------------------- |
|        | 1.     | 26      | 26      | 9. октобар 1984.     | 8. јануар 1985.      |
|        | 2.     | 26      | 26      | 24. септембар 1986.  | 17. децембар 1986.   |
|        | 3.     | 26      | 26      | 25. фебруар 1992.    | 14. јул 1992.        |
|        | 4.     | 26      | 26      | 16. октобар 1994.    | 20. новембар 1995.   |
|        | 5.     | 26      | 26      | 14. септембар 1998.  | 19. октобар 1998.    |
|        | 6.     | 26      | 26      | 16. септембар 2002.  | 21. октобар 2002.    |
|        | 7.     | 26      | 26      | 6. октобар 2003.     | 10. новембар 2003.   |
|        | 8.     | 26      | 26      | 1. август 2004.      | 24. октобар 2004.    |
|        | 9.     | 26      | 26      | 5. септембар 2005.   | 25. новембар 2005.   |
|        | 10.    | 28      | 28      | 4. септембар 2006.   | 17. септембар 2006.  |
|        | 11.    | 26      | 26      | 3. септембар 2007.   | 15. јануар 2008.     |
|        | 12.    | 20      | 20      | 1. септембар 2008.   | 26. септембар 2008.  |
|        | 13.    | 20      | 20      | 25. јануар 2009.     | 19. фебруар 2009.    |
|        | 14.    | 20      | 20      | 11. октобар 2010.    | 8. новембар 2010.    |
|        | 15.    | 20      | 20      | 1. март 2011.        | 28. март 2011.       |
|        | 16.    | 20      | 20      | 20. фебруар 2012.    | 25. децембар 2012.   |
|        | 17.    | 26      | 26      | 3. јун 2013.         | 21. новембар 2014.   |
|        | 18.    | 26      | 26      | 25. август 2014.     | 31. јул 2015.        |
|        | 19.    | 26      | 26      | 21. септембар 2015.  | 9. март 2016.        |
|        | 20.    | 28      | 28      | 5. септембар 2016.   | 20. децембар 2017.   |
|        | 21.    | 18      | 18      | 18. септембар 2017.  | 22. децембар 2017.   |
|        | 22.    | 26      | 26      | 3. септембар 2018.   | 15. мај 2019.        |
|        | 23.    | 20      | 20      | 2. септембар 2019.   | 15. мај 2020.        |
|        | 24.    | 20      | 20      | 1. мај 2020.         | 20. јануар 2021.     |

## Продукција

### Карактери
Под будним оком господина Тофама Хата, управника железничке станице, мала локомотива Томас и његови пријатељи Дизел, Перси, Едвард, Хенри, Тоби, Џејмс, Гордон и Емилија проживљавају бројне пустоловине.

### Нарација
Пре 13. сезоне, нарацију и све дијалоге је изговарао један приповедач, како би према идеји сценаристе Алкрофта ТВ серија била што сличнија причању прича у кругу породице.

### Модели возова
Оригинални модели су снимани на моделу железнице постављеном у студију. Модели су направљени у размери 1:32, а поред покретних очију и "лица" од глине, поседовали су генераторе дима.
У сезонама 5—12, коришћени су модели у нешто већој размери, како би могли у њих да се сместе сложенији механизми уз задржавање детаља.
2009. године су уведени компјутерски генерисани модели.

## Филмови
- Томас и магична железница (2000)
- Томас и другари: Састанак локомотива (2005)
- Томас и другари: Велико откриће (2008)
- Томас и другари: Херој на синама (2009)
- Томас и другари: Спашавање са магловитог острва (2010)
- Томас и другари: Дан дизела (2011)
- Томас и другари: Мистерија Плаве планине (2012)
- Томас и другари: Краљ Пруге (2013)
- Томас и другари: Прича о храбрости (2014)
- Томас и другари: Авантура почиње (2015)
- Томас и другари: Легенда о изгубљеном благу Содора (2015)
- Томас и другари: Велика трка (2016)
- Томас и другари: Путовање ван Содора (2017)
- Томас и другари: Велики свет! Велике пустоловине! (2018)
- Томас и другари: Трка за награду острва Содор (2021)
- Томас и другари: Мистерија Осматрачнице (2022)